# Guram Samuschia
Guram Samuschia (georgisch გურამ სამუშია; * 5. September 1994) ist ein georgischer Fußballspieler auf der Position eines Mittelfeldspielers. Zurzeit spielt er beim FC Baia Sugdidi in der Umaghlessi Liga, der höchsten Spielklasse im georgischen Fußball. Er spielt vorwiegend auf der Position eines Mittelfeldspielers, kann aber auch als Stürmer eingesetzt werden.

## Vereinskarriere

### Zeit beim FC Baia Sugdidi
Nachdem er bereits im Nachwuchs für den FC Baia Sugdidi aktiv gewesen war, kam Samuschia in der Spielzeit 2009/10 erstmals in den Profikader des Vereins, welcher seinen Spielbetrieb in der höchsten georgischen Fußballliga hat. Dort gab er beim Saisonabschlussmatch am 20. Mai 2010 sein Profiligadebüt, als er bei der 0:4-Auswärtsniederlage seines Teams gegen den FC Sestaponi in der 60. Spielminute für den 18-jährigen Luka Guguchia eingewechselt wurde. Danach wurde der damals noch 15-Jährige in keinem weiteren Pflichtspiel mehr berücksichtigt und kam erst wieder im Oktober 2010 in den Profikader, nachdem er im selben Monat mit der georgischen U-17-Auswahl in drei Pflichtländerspielen aktiv war und dabei einen Treffer erzielte.
In der Saison 2010/11 saß Samuschia bereits in drei Ligapartien auf der Ersatzbank, kam dabei aber nicht zum Einsatz. Zu einem kurzen Pflichtspieleinsatz kam der junge Offensivspieler, der noch immer vorwiegend im Nachwuchsbereich seines Klubs aktiv ist, im georgischen Fußballpokal der Saison 2010/11, als er mit der Mannschaft im Achtelfinale gegen den gerade erst aus der zweitklassigen Pirveli Liga aufgestiegenen Torpedo Kutaissi mit 0:1 in der Verlängerung ausschied. Samuschia ersetzte dabei ab der 112. Minute den Mittelfeldakteur Levan Tsurtsumia.

### Nationalmannschaftskarriere
Erste internationale Erfahrung sammelte Samuschia mit der georgischen U-17-Nationalmannschaft, mit der er unter anderem an der Qualifikation zur U-17-Fußball-Europameisterschaft 2011 teilnahm. Dabei wurde er in allen drei Gruppenspielen seines Heimatlandes gegen die Nachwuchsnationalteams von Polen, England und Schweden eingesetzt und schaffte mit dem Team als Zweitplatzierter hinter den Engländern den Einzug in die Eliterunde der EM-Qualifikation. Zuvor gelang ihm in der Gruppenphase ein Tor, das zum 1:0-Sieg gegen die Alterskollegen aus Schweden führte. Die Auslosung der Eliterunde, in der sich die U-17-Auswahl Georgiens befinden wird, erfolgt am 30. November 2010 in der Schweiz.